# The Camera Cure
The Camera Cure è un cortometraggio muto del 1917 diretto da Herman C. Raymaker

## Produzione
Il film, prodotto da Mack Sennett per la Triangle Film Corporation, fu girato con il titolo di lavorazione Put Up Job.

## Distribuzione
Distribuito dalla Triangle Distributing, il film - un cortometraggio in una bobina - uscì nelle sale statunitensi il 20 maggio 1917.
Copie della pellicola si trovano conservate negli archivi del George Eastman Museum di Rochester.